# Улица Саввы Белых
Улица Са́ввы Белы́х — улица в жилом районе «Южный» Октябрьского административного района Екатеринбурга.

## Происхождение названия
Первоначальное название улицы — Сквозная. Своё современное название улица получила 18 января 1959 года на основе решения свердловского горисполкома от 30 октября 1958 года в честь Саввы Белых — одного из первых уральских комсомольцев, члена Уральского областного комитета Союза социалистической рабочей молодёжи, участника Гражданской войны, погибшего в бою с белогвардейцами в 1918 году.

## Расположение и благоустройство
Улица Саввы Белых идёт с юго-юго-запада на восток-северо-восток между улицей Онежской и Переходным переулком. Начинается от Т-образного перекрёстка с улицей Белинского и заканчивается у улицы Хуторской, далее переходит в улицу Кольцовский тракт. Пересекается с улицей Луганской. Протяжённость улицы составляет около 670 метров. Ширина проезжей части в среднем около 7 м (по одной полосе в каждую сторону движения).
На протяжении улицы Саввы Белых имеется три светофора, нерегулируемых пешеходных переходов нет. С обеих сторон улица оборудована тротуарами (кроме участка за улицей Луганской).

## История
Улица возникла в конце 1940-х годов, как одна из улиц посёлка Исетского пивзавода, позднее «влилась» в Южный жилой район города. Застраивалась малоэтажными многоквартирными жилыми домами из бруса и кирпича, начиная с 1960-х годов — средне- и многоэтажными жилыми домами. В 1965 году дома на улице имели нумерацию № 1—39, 2—30.

## Транспорт

### Наземный общественный транспорт
Ближайшая к улице остановка — «Саввы Белых» (перекрёсток Саввы-Белых—Белинского).

### Ближайшие станции метро
В 300 м к югу от перекрёстка улиц Саввы-Белых-Белинского находится станция метро  «Ботаническая».